# Florence Colle
Florence Colle, nach Heirat Florence Pécheux (* 4. Dezember 1965 in Annecy), ist eine ehemalige französische Leichtathletin, die vor allem im Hürdenlauf erfolgreich war. 

## Sportliche Karriere
Die 1,70 Meter große Florence Colle startete bis 1990 für CAP Saumur und 1991 für Stade Français. 1987 wurde sie in 12,95 Sekunden französische Meisterin im 100-Meter-Hürdenlauf. Ihre Bestzeit von 12,73 Sekunden stellte sie am 7. August 1991 beim Meeting Weltklasse Zürich auf.
Colle trat bei 4 Wettkämpfen im Juniorinnenbereich und bei 13 Wettkämpfen im Erwachsenenbereich im Nationaltrikot an. Bei den Junioreneuropameisterschaften 1983 in Schwechat konnte sich Colle im Weitsprung nicht für das Finale qualifizieren, mit der 4-mal-100-Meter-Staffel wurde sie im Endlauf disqualifiziert. Über 100 Meter Hürden lief sie im Finale in 13,66 Sekunden auf den fünften Platz.
1987 bei den Halleneuropameisterschaften in Liévin schied Colle im Halbfinale über 60 Meter Hürden in 8,13 Sekunden aus. Im Juli bei der Universiade in Zagreb gewann Heike Theele aus der DDR vor der Kubanerin Aliuska López und Florence Colle, wobei für alle drei Medaillengewinnerinnen mit 12,84 Sekunden die gleiche Zeit ausgewiesen wurde. Bei den Weltmeisterschaften in Rom schied Colle in 13,04 Sekunden als neuntschnellste Läuferin im Halbfinale aus. Mit Anne Piquereau und Laurence Elloy erreichten die anderen beiden Französinnen den Endlauf.
1988 bei den Halleneuropameisterschaften in Budapest belegte Colle in 8,02 Sekunden den sechsten Platz, nachdem sie im Halbfinale 7,97 Sekunden gelaufen war. Bei den Olympischen Spielen in Seoul erreichten mit Monique Éwanjé-Épée und Florence Colle zwei Französinnen das Finale. Ihre Halbfinalleistung von 12,92 Sekunden konnte Colle im Finale nicht wiederholen. Mit 12,98 Sekunden belegte sie gleichwohl den fünften Platz, Éwanjé-Épée wurde Siebte.
1991 bei den Weltmeisterschaften in Tokio erreichte Colle in 12,94 Sekunden das Finale. Dort belegte sie in 13,01 Sekunden den sechsten Platz, Monique Éwanjé-Épée wurde Vierte.
Nach ihrem Studienabschluss arbeitete Florence Colle als Ärztin. In der Leichtathletik blieb sie auch im Seniorenbereich aktiv.